# Križari (gerila)
Križari poznati i kao "škripari", "špiljari",  te "ustaški zeleni kadar" naziv je za gerilske grupe koje su preostale u Hrvatskoj nakon razbijanja vojnih postrojbi NDH, a koje su još neko vrijeme izolirano djelovale od 1945. do 1950. godine. Uglavnom su ih činili bivši pripadnici Ustaške vojnice.
Vodstvo NDH u emigraciji, koje je i dalje predvodio Ante Pavelić, nadalo se za borbu križara pridobiti potporu zapadnih Saveznika, u čemu nije uspjelo. U takvoj situaciji, nisu uspjeli pokušaji da se poveže križare u jedinstvenu vojsku, nego su njihove manje grupe bile ostavljene samima sebi i s vremenom se raspale, kako je prestala nada da će nastati rat u kojem bi zapadni saveznici svrgnuli jugoslavenske komuniste. Od dosta brojnih skupina križara koje su ostale nakon povlačenja snaga NDH 1945. god., koje su na nekim područjima mogle računati na znatnu potporu stanovništva - ostale su u takvim okolnostima tek male grupe koje su se skrivale i upuštale se u borbu samo ako bi bile napadnute. Neki od njih pobijeni su u akcijama jugoslavenskih snaga sigurnosti (tako, na području Like, barem njih 26, od 244 poznatih križara koji se nisu predali u amnestiji 1945. god.), dio je pobjegao u inozemstvo (na području Like njih 18), a neki su preminuli od bolesti ili za njih rodbina nije imala nikakvih vijesti dugi niz godina (iz Like, takvih je evidentiranih kirižara koje je UDBA vodila kao "nestale" bilo početkom 1960-ih godina 47). Većina ih se predala ili bila uhvaćena u akcijama jugoslavenskih snaga sigurnosti.

## Križari u Hrvatskoj
Do ljeta 1945. godine ostalo je na području Hrvatske oko 2.500 do 3.000 naoružanih boraca bivših Hrvatskih oružanih snaga NDH. U rujnu 1945. godine je proglašena amnestija, međutim, na području NR Hrvatske ostalo je i nakon toga, prema procjeni OZNA-e, oko 1.500 križara. Znatan broj nalazio se i na području Bosne i Hercegovine.
Križari u Hrvatskoj bili su mahom vojnici, dočasnici i časnici poraženih Hrvatskih oružanih snaga Nezavisne Države Hrvatske, većinom ustaše, a mnogo manje domobrani ili Hrvati pripadnici legionarskih jedinica njemačke vojske, ali i članovi ustaškog pokreta izvan vojnih postrojbi. Nakon poraza i kraja Drugog svjetskog rata organizirali su gerilske skupine. Kao znak, na svojim su kapama koristili bijele platnene križiće, umjesto nekadašnjeg ustaškog i domobranskog znakovlja.
Križari nisu bili vjerski pokret. Vjera im je bila samo vanjsko obilježje kojom su pozivali na borbu protiv "bezbožnih" komunista. Izjednačavajući vjeru s nacijom i pozivanjem na pripadnost Katoličkoj crkvi isticali su svoje hrvatstvo. Aktivno su sudjelovali s emigracijom. Unatoč nazivu Križari, u toj gerilskoj vojsci bio je i velik broj muslimana, zapovjednik Križara u okolici Sarajeva bio je Hasan Biber. Inzistirali su na ustaškoj tezi da je partizanski pokret zapravo srpski pokret predvođen srpskim komunistima, dakle nevjernicima i protivnicima Hrvatske.
Jedan od vođa križara tijekom 1945. bio je Vjekoslav (Maks) Luburić, bivši general Oružanih snaga NDH, a smatralo se i da je Rafael Boban, također nekadašnji visoki ustaški časnik, jedan od vođa. Aktivnosti križara bile su gotovo identične načinu borbe jugoslavenskih partizana tijekom 1941.: iznenadni napadi na male neprijateljske snage, uništavanje prometnica i sredstava komunikacije, te politička promidžba među narodom.
Jugoslavenska komunistička vlast putem OZNA-e i UDBA-e nemilosrdno se obračunavala s križarima jer su bili prijetnja opstanku komunističke Jugoslavije.
Križari su za vrijeme svoga djelovanja ubili preko 2000 pripadnika OZNA-e, UDB-e i JNA
Veliki udarac ovoj gerili zadan je u operaciji Gvardijan, u kojoj je OZNA u lipnju i srpnju 1947. godine presrela grupe razvojačenih ustaša iz Italije koji su, sa zadatkom da povežu križare i pokušaju podići ustanak protiv Jugoslavije, dolazili iz izbjeglištva u Italiji, preko Austrije i Mađarske. Tada je uhvaćeno čak 96 križara, kojima su na čelu bili Božidar Kavran, Ljubo Miloš i Ante Vrban.

## Križari na području Bosne i Hercegovine
Na području BiH bio je znatan broj križara. Odmah nakon kraja rata u svibnju 1945. godine ostalo je, prema procjenama komunističkih vlasti, u BiH oko 6.000 ustaških boraca, čiji se broj jako smanjio u zimi 1945./46. 
Nakon 1945. ubijeno je do.1. svibnja 1959. god. u BiH ubijeno 1.914 križara, osuđeno na zatvorske kazne njih 1.218, a kao njihove "jatake" i "špijune" jugoslavenski sudovi su osudili višestruko veći broj civila. S vremenom su, kako ne bi odmazdi komunističkih vlasti izlagali Hrvate u mjestima iz kojih su potjecali, sklanjali se u planine daleko od svojih mjesta, u Istočnoj Hercegovini, Srednjoj Bosni, čak i u Dalmaciji, gdje su zadnji od njih ubijeni kod Makarske 1951. godine.

## Bunkeraši
Uz križare koji su se upuštali u oružane borbe s jugoslavenskim vojnim i policijskim snagama, bilo je također mnogo ljudi koji su se u strahu skrivali od jugoslavenskih vlasti. Njih su jugoslavenske vlasti zvale  "bunkeraši". Takvih je samo na području kotara Đurđevac i Koprivnica bilo nakon rata uhićeno oko stotinu, i bili su mahom osuđeni na zatvorske kazne.

## Vanjske poveznice
- Križari- Hrvatski institut za povijest
- Križari u župi Vid 1946. godine
- Križari na Papuku[neaktivna poveznica] na Hrvatski zatvorenik.com
- Križari na Gospićkom području (pdf)